# Капустяни (Гайсинський район)
Капустя́ни — село в Україні, у Тростянецькій селищній громаді Гайсинського району Вінницької області. Населення становить 1431 громадян станом на 1 січня 2025 року.

## Географія
Біля села бере початок на сьогодні Безіменна річка, права притока Тростянцю. На карті 1825 р. позначена як струмок Попелу.

## Загальні відомості
Село Капустяни до 2020 року було самостійною адміністративно-територіальною одиницею у складі Тростянецького району Вінницької області.
Територія Капустянської сільської ради як адміністративно-територіальної одиниці та її межі визначалися державним актом Вінницького інституту землеустрою та складалася з села Капустяни.
Село Капустяни знаходиться в західній частині річки Південний Буг та в 17 км від смт Тростянець, 7 км від залізничної станції Кирнасівка, 100 кілометрів від обласного центру м. Вінниця.
Село простягнулося з півночі на південь на 5 км, а з заходу на схід 7 км. Загальна площа села складає 3068,17 га. Річка Нетека протікає в північній частині села з заходу на схід. В течії річки розташовані два штучних ставки, які служать як гідротехнічні споруди для цукрозаводу.
По селу проходить автошлях територіального значення Т 0222.
В селі є відділення зв'язку, школа, дитячий садок, лікарняна амбулаторія сімейної медицини, СТОВ «Колос», САТ «Капустянське», клуб, 6 приватних магазинів, заклад громадського харчування, парк, стадіон.

## Історія

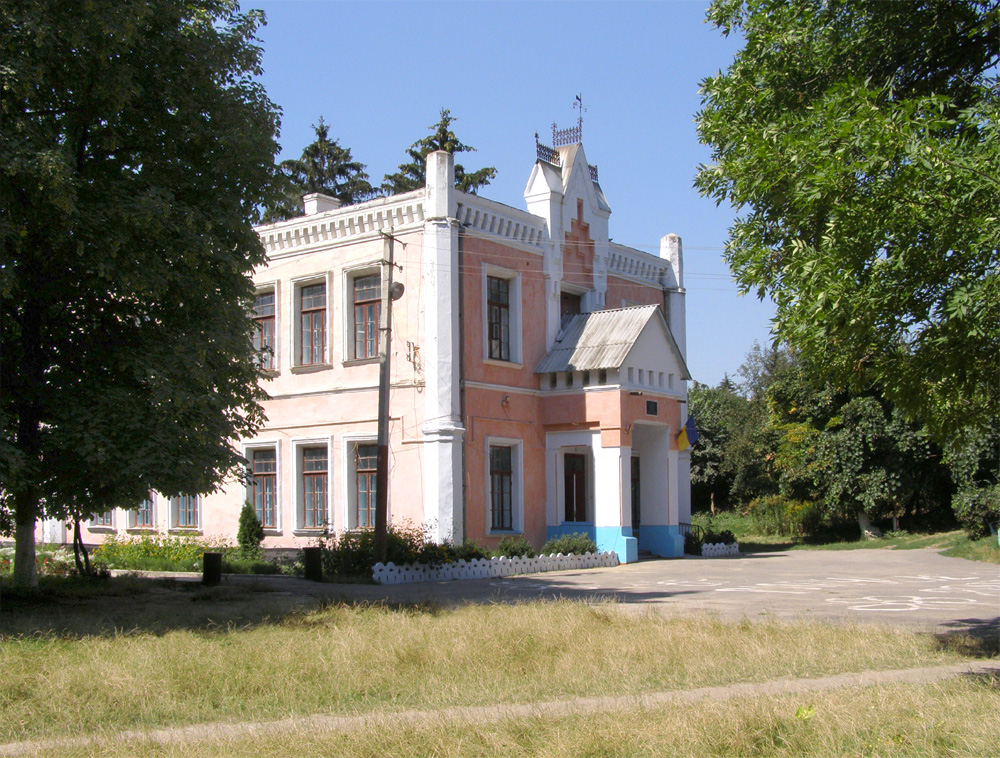
Частина колишнього палацу Щеньовських, з 1920 р. тут сільська загальноосвітня школа

Перші письмові згадки про село в архівних документах починаються до 1629 року.
На той час село перебувало в реєстрі населених місць Брацлавського воєводства польсько-литовської держави Речі Посполитої.
Село належало польському шляхтичу Василеві Куницькому і налічувало 47 димів, пізніше — родині польських магнатів Калиновських і Потоцьких. З 1851 року село Капустяни перейшло у власність, як посаг до Юлії з Ярошинських 
На початку 1850-х років ХІХ ст. в Капустянах був збудований цегельний завод, а в 1853 році почав працювати цукровий завод, який був одним із перших підприємств цукрової галузі на Вінниччині.
Останній власник Капустян, Ігнацій Щеньовський — син Станіслава Щеньовського та Юлії Ярошинської, у 1880-ті роки побудував новий родовий палац. Двоповерховий палац під невисоким дахом у стилі англійської (тюдорівської) готики було зведено за власним проектом та відомого київського архітектора Олександра Шилле. На території палацу знаходились сад, парк, оранжерея, підземна галерея, що вела до поруч розташованого костелу, та ін.
За описом від 1799 року в селі діяла невелика церковна-приходська школа. Пізніше трирічна сільська школа та лікарня.
Талановитий інженер, цукрозаводчик Ігнатій Щеньовській побудував вузькоколійну залізничну лінію Капустяни—Вапнярка. Лінія була урочисто відкрита в 1888 році   Залізниця, протяжністю близько 21 км, з трьома полустанками, забезпечувала доставку вугілля, дров, буряка, вапняку (виготовлення технологічного вапна) для цукрового виробництва, а також відправку товарного цукру і сухого жому на вузлову станцію Вапнярка.
Лінія була облаштована добротними будинками кінцевих станцій, телефонним зв'язком і семафорами. Для технічного обслуговування паровозів, у Капустянах було побудовано унікальне депо з поворотною платформою, механічні майстерні, паротурбінна електростанція.
З приходом радянської влади, у селі були зруйновані костел, церква та більша частина палацу Щеньовських. В радянській часи в селі діяли: лікарня з абулаторією, два клуба, два дитячий садка, чотири бібліотеки, дитячий хор, духовий оркестр, художня самодіяльність, пошуково-туристичний велотурклуб "Пам'ять", будинок побуту, перукарня, лазня, відділення Ощадбанку, радгосп, колгосп, цукрокомбінат.
За роки незалежності демонтовано вузькоколійку і порізаного  на металобрухт цукровий завод. Знищено радгосп, дві бібліотеки, один клуб та інше.
12 червня 2020 року, відповідно розпорядження Кабінету Міністрів України № 707-р «Про визначення адміністративних центрів та затвердження територій територіальних громад Вінницької області», село увійшло до складу Тростянецької селищної громади.

19 липня 2020 року, в результаті адміністративно-територіальної реформи і ліквідації Тростянецького району, село увійшло до складу Гайсинського району.

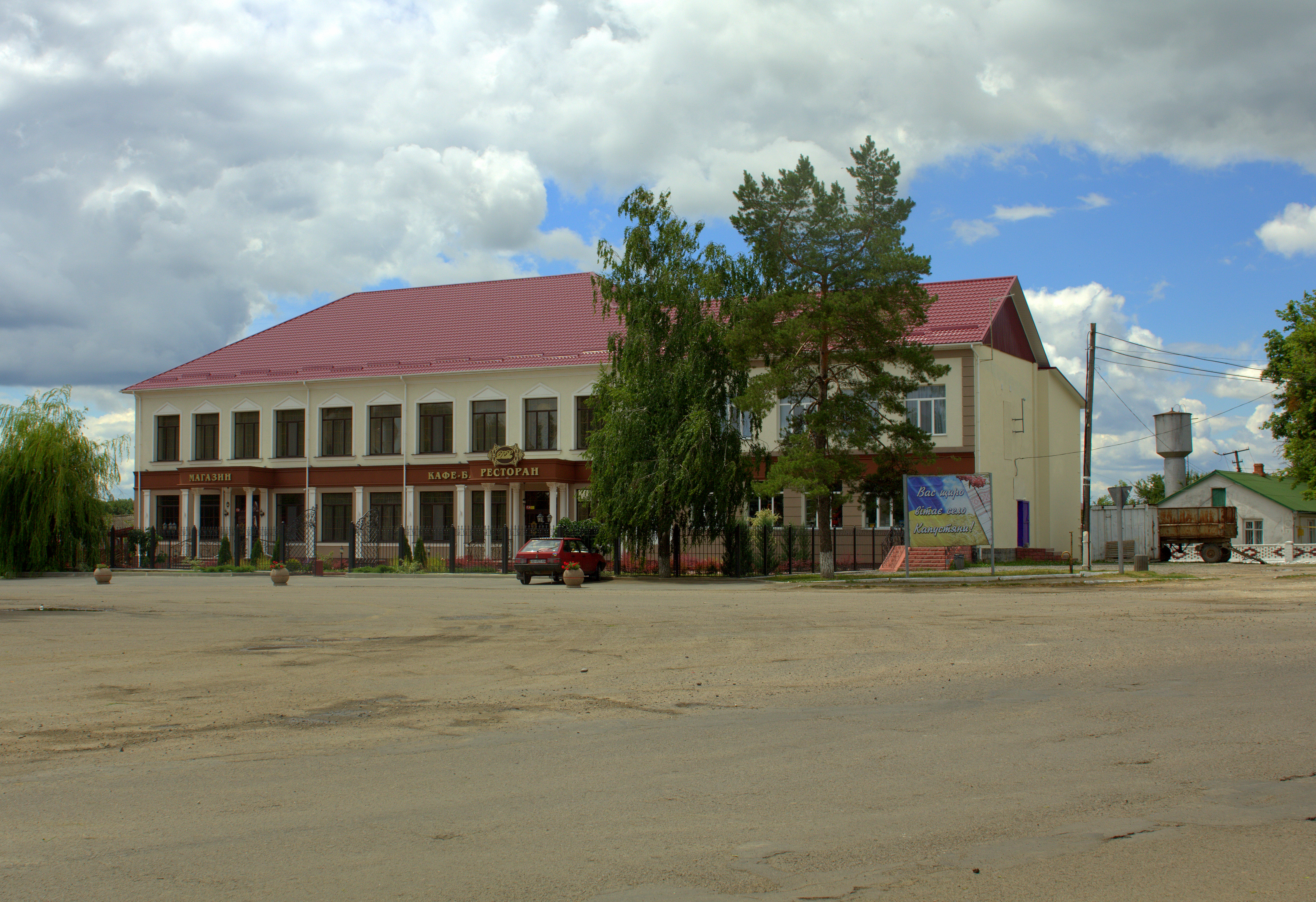
Центральна площа села Капустяни
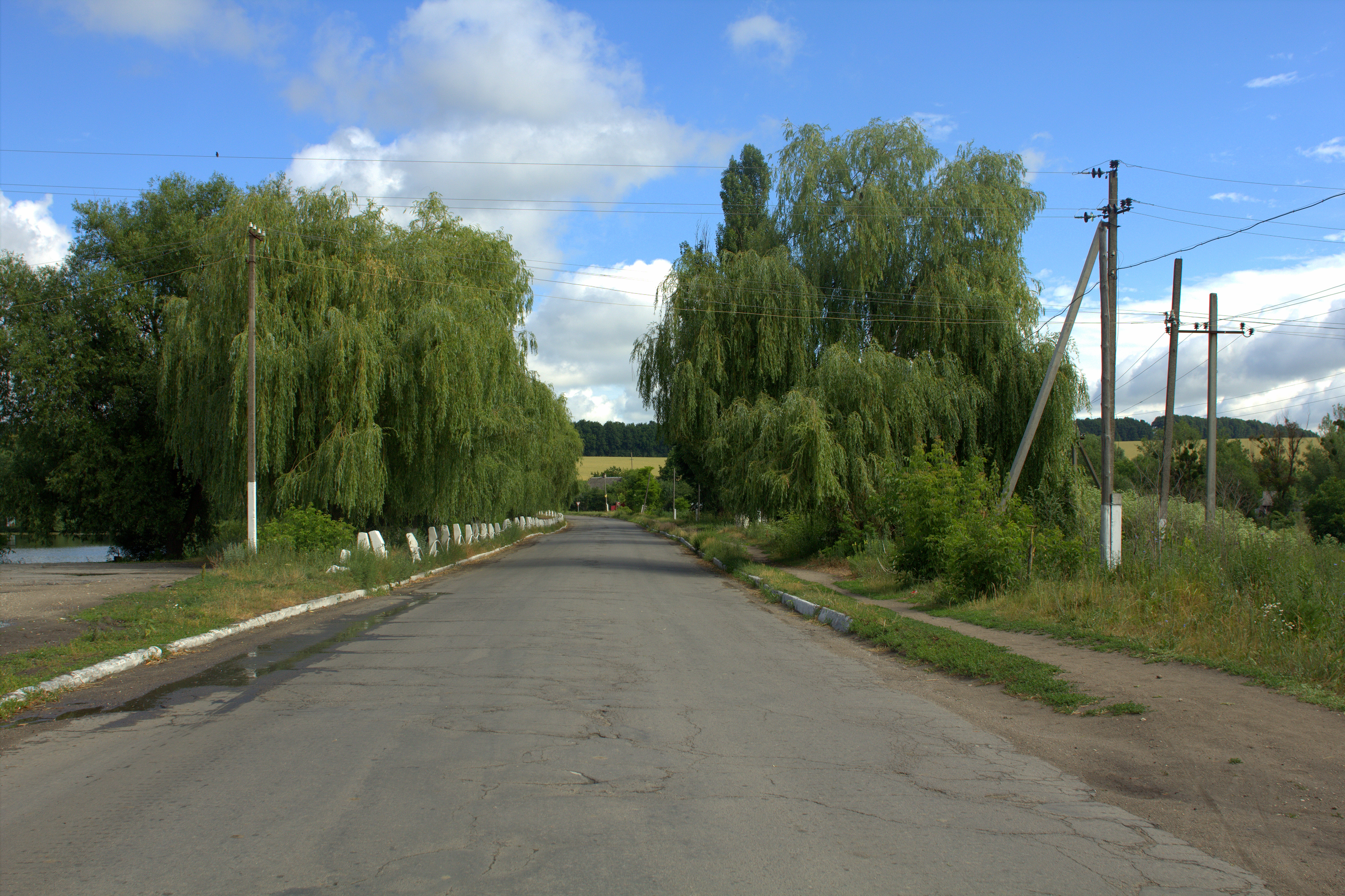
Дорога через греблю заводського ставу
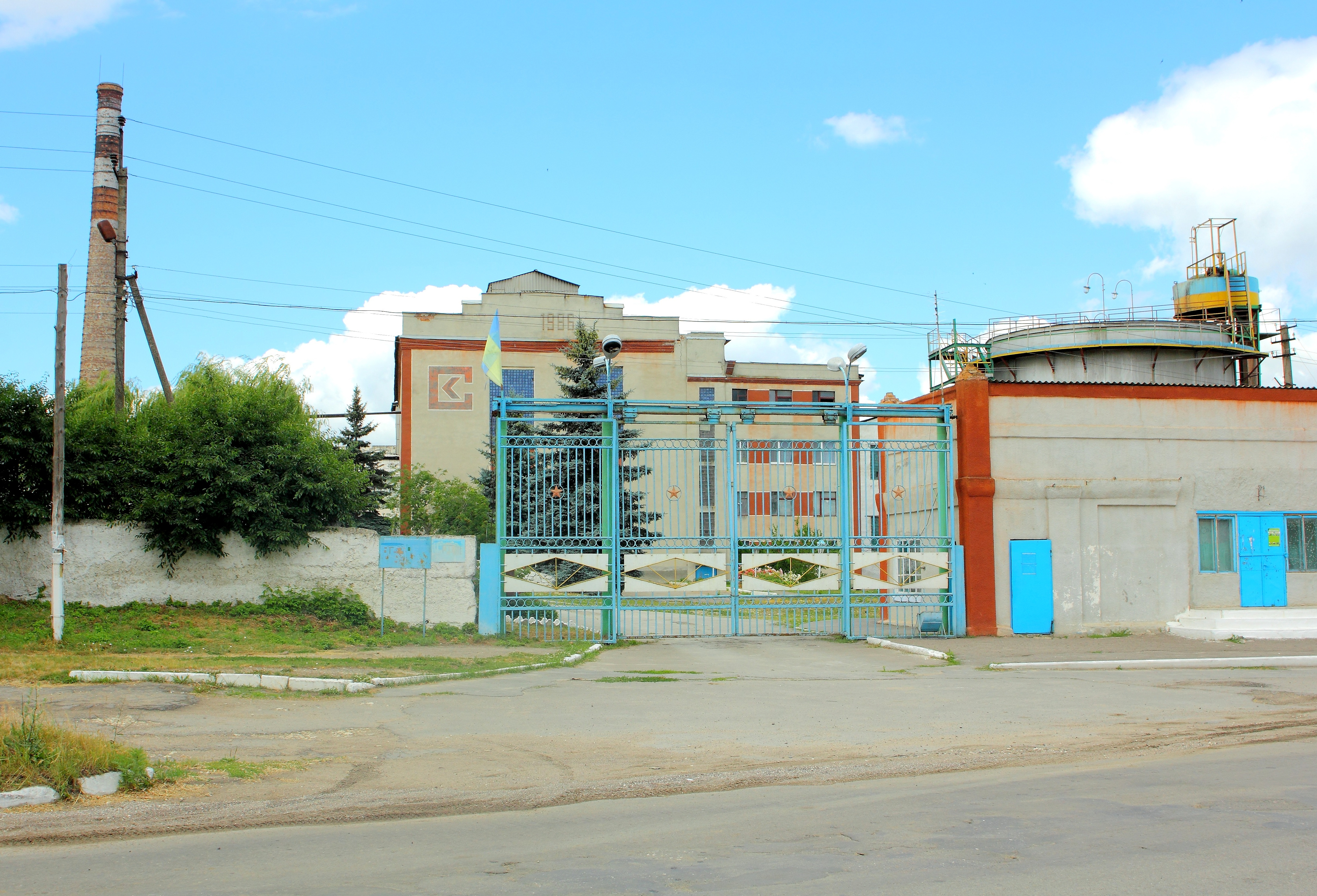
Капустянський цукровий завод 2015 рік (знесено в 2019 році)
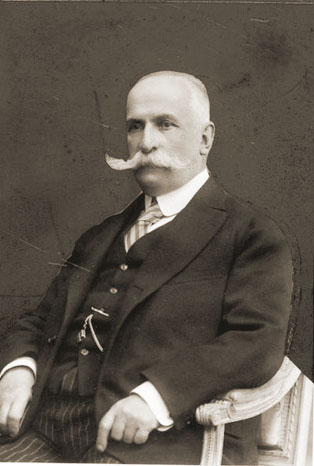
Уродженець Капустян Ігнацій Щеньовський на посаді міністра промисловості і торгівлі Польщі, 1919 рік
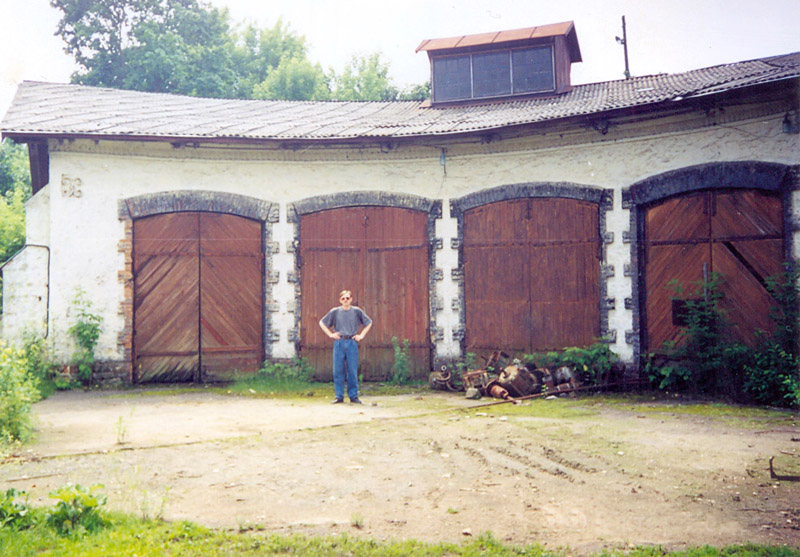
Залишки паровозного депо вузькоколійної залізниці в Капустянах. Фото 1998 р.

У роки Другої світової війни діяло гетто, куди нацистами насильно зганялися євреї.

## Населення

### Мова
Розподіл населення за рідною мовою за даними перепису 2001 року:
| Мова       | Кількість | Відсоток |
| ---------- | --------- | -------- |
| українська | 1999      | 96.99%   |
| російська  | 61        | 2.96%    |
| білоруська | 1         | 0.05%    |
| Усього     | 2061      | 100%     |